# Médecins d'Afrique
Médecins d'Afrique (en sigle MDA) est une organisation non gouvernementale créée  en 1993 par deux médecins et un économiste congolais. C'est en 1995 qu'elle est reconnue d'utilité publique au Congo Brazzaville.  

## Objectifs
Médecins d'Afrique promet un accès aux soins de santé primaires (avec une accentuation sur le couple mère-enfant) et a la conception d'équipes médicales pouvant intervenir rapidement en cas de besoin. 
Cette ONG appuie notamment l'effort gouvernemental congolais dans son plan sanitaire et de nutrition.
Médecins d'Afrique qui se définit comme une ONG internationale ambitionne d'étendre son action à d'autres pays du continent. Elle dispose dans ce but d'un réseau de correspondants dans treize pays africains. Née au Congo en 1993, l'ONG a essaimé peu à peu dans d'autres pays d'Afrique et au-delà. Ainsi, elle a été également déclarée en France (2004), au Tchad, à Madagascar et en RD Congo (2010), au Japon (2011) et en Guinée (2011), au Gabon, en Côte d’Ivoire et au Kenya (2012).
Les programmes de Médecins d'Afrique s'articulent autour de 6 axes : Urgences, Santé/VIH, Nutrition et Alimentation, Protection des personnes vulnérables et développement du jeune enfant, Eau/Hygiène/Environnement, Centre d'Études et de Recherches de Médecins d'Afrique. 

## SEMA
En 2003, Médecins d'Afrique met en place le Système Excellence de Médecins d'Afrique (SEMA) qui vise à apporter une charte de qualité permanente à l'ONG et ce afin d'augmenter son crédit auprès du gouvernement, des ONG internationales et des potentiels partenaires financiers.

## Membres
Actuellement, l'ONG est internationale et présente dans 27 pays d'Afrique, en Europe, en Asie et en Amérique. En 2012, elle a environ 400 salariés, dont la moitié de médecins et autres acteurs de santé (infirmiers, sages-femmes, assistants sanitaires, laborantins, psychologues, pharmaciens, sociologues, techniciens de santé publique…), les autres représentant le personnel de soutien : comptables, financiers, assistants de direction, logisticiens, administrateurs, communicatrices, informaticiens, chauffeurs, pinassiers, gardiens… Médecins d'Afrique a par ailleurs près de 1500 bénévoles.
En France, Médecins d'Afrique (MDA) a maintenant 8 Délégations régionales travaillant dans la communication pour la mobilisation des ressources (humaines, matérielles et financières). Il s'agit de Médecins d'Afrique Ile de France basé en Essonne, Médecins d'Afrique Franche-Comté (Besançon), Médecins d'Afrique Aquitaine (Bordeaux), Médecins d'Afrique Basse-Normandie (Caen), Médecins d'Afrique Picardie (Amiens), Médecins d'Afrique Bretagne (Bruz), Médecins d'Afrique Rhône-Alpes (Lyon).